# Fascia ilio-psoïque
Le fascia ilio-psoïque (ou aponévrose du muscle psoas iliaque) est le fascia qui recouvre l'ensemble du muscle ilio-psoas.

## Description
Le fascia ilio-psoïque est composé de deux parties :
- la partie iliaque ou fascia du muscle iliaque,
- la partie psoïque ou gaine du psoas.

Globalement le fascia ilio-psoïque s'insère en dedans aux corps des vertèbres lombaires, aux arcades d'insertion tendineuses du muscle grand psoas et à la ligne arquée de l’ilion.
En haut un épaississement du fascia forme le ligament arqué médial.
Latéralement, il s'insère à la lame antérieure du fascia thoraco-lombal et à la crête iliaque.
En bas, il s'insère en avant du ligament inguinal en s'épaississant en dedans pour former la limite latérale de l'anneau fémoral et il se prolonge en bas jusqu'à l'insertion du muscle ilio-psoas sur le petit trochanter.